# ثور بن يزيد
هو ثور بن يزيد الكلاعي ، أبو خالد ، الحمصي ، المحدث ،الفقيه ، الثبت ،الحافظ ، المتقن .
حدّث عن خالد بن معدان وعن عطاء بن أبي رباح وعن الزهري وغيرهم.
وحدّث عنه ابن إسحاق و الثوري و ابن المبارك و آخرون .
قال عنه يحيى القطان : ما رأيت شامياً أوثق من ثور، كنت أكتب عنه بمكة في ألواح .
ووثقه ابن معين ، وقال أبو حاتم : صدوق ، حافظ .
وقال أحمد بن حنبل : كان ثور يرى القدر ، وليس به بأس .
وقال الذهبي : كان ثور عابداً ، ورعاً ، والظاهر أنه رجع ، فقد روى أبو زرعة عن منبه بن عثمان أن لاً قال لثور: يا قدَري ، قال: لئن كنتُ كما قلت إني لرجل سوء ، وإن كنت على خلاف ما قلت إنك لفي حلٍّ .
وقد أحرق أهل حمص داره وأخرجوه من بلدتهم لكلامه في القدر ، فانتقل إلى المدينة المنورة .
وتوفي في بيت المقدس عام 153هـ ، 770م .